# Carabodes kusseri
Carabodes kusseri är en kvalsterart som beskrevs av J. och P. Balogh 1983. Carabodes kusseri ingår i släktet Carabodes och familjen Carabodidae. Inga underarter finns listade.